# Путём зерна
«Путём зерна» — третий поэтический сборник Владислава Ходасевича, вышедший в 1920 году в московском издательстве «Творчество».

## История создания
Ходасевич собирался выпустить сборник ещё в 1918 году, однако такая возможность предоставилась ему лишь два года спустя. В результате книга была напечатана в московском издательстве «Творчество» по заказу Госиздата, который выкупил весь тираж (составивший 18 тысяч экз.), но в продажу книга не поступила. Второе издание сборника было выпущено годом позже петроградским издательством «Мысль» (в бывшую столицу к этому времени перебрался и сам Ходасевич) значительно меньшим тиражом в 800 экземпляров, достаточно быстро распроданным. Видя успех второго издания, владелец «Творчества» С. Абрамов выкупил у государства 1000 экземпляров первого издания и пустил их в продажу.
Первое и второе издания отличаются друг от друга: первое включало 34 стихотворения, созданных в период 1914—1919 гг. (в 1914 году вышел предыдущий сборник поэта «Счастливый домик»), второе — 38 (Ходасевич добавил несколько стихотворений, написанных в 1920 году). Различен и порядок стихов в двух изданиях сборника. Оба издания посвящены памяти Самуила Киссина (Муни) — поэта и близкого друга Ходасевича, покончившего с собой в 1916 году.
Впоследствии сборник вошёл в итоговую поэтическую книгу Ходасевича «Собрание стихов» (1927, Париж) в качестве цикла. При этом поэт выбросил несколько стихотворений, заменив их четырьмя новыми и убрал посвящение Муни.

## Название
Сборник назван по открывающему книгу одноимённому стихотворению, написанному в 1917 году, в котором «путём зерна» — через смерть к новой жизни — идут и человеческая душа, и Россия:

И ты, моя страна, и ты, её народ,
Умрёшь и оживёшь, пройдя сквозь этот год, —
Затем, что мудрость нам единая дана:
Всему живущему идти путём зерна.
Исследователи связывают название стихотворения и сборника со словами из Евангелия от Иоанна («Истинно, истинно говорю вам: если пшеничное зерно, падши в землю, не умрет, то останется одно, а если умрет, то принесет много плода» — Ин. 12:24). Эти же слова являются эпиграфом к роману «Братья Карамазовы» Ф. М. Достоевского.

## Критика
Сборник вызвал многочисленные отзывы современников поэта — от в целом благожелательных (Б. Вышеславцева, А. Полянина, М. Шагинян) до сдержанных и неприязненных (Г. Адамовича).
По словам литературоведа С. Г. Бочарова, «книга полностью сложилась из стихов, написанных в годы перелома русской, а с нею и мировой истории. Всеми признано, что книга эта впервые открыла большого поэта, и сам он в итоговом собрании, по существу, этой книгой открыл свой признанный им самим поэтический путь».